# 840-ві до н. е.

## Події
- 843 рік до н. е. — придворний царя Дамаску Бен-Хадада ІІ Газаїл убив царя та захопив трон. Розпад антиассирійської коаліції;
- 841 рік до н. е. — Шульману-ашаред III розбив військо Араму та взяв Дамаск в облогу. Ізраїль, Тір, Сидон принесли Ассирії данину.

## Правителі
- фараон Єгипту Осоркон II;
- царі Араму Бен-Хадад II та Газаїл;
- цар Ассирії Шульману-ашаред III;
- цар Вавилонії Мардук-закір-шумі I;
- царі Ізраїлю Йорам та Єгу;
- царі Юдеї Йосафат, Йорам, Ахазія, Аталія;
- цар Тіру Маттан І;
- царі Урарту Арама та Лутіпрі;
- ван Чжоу Лі-ван.